# Viti Rozada
Viti Rozada, pseudonimo di Victor Álvarez Rozada (Pola de Laviana, 16 settembre 1997), è un calciatore spagnolo, centrocampista del Las Palmas.

## Carriera
Cresciuto nel settore giovanile del Real Oviedo, debutta in prima squadra il 26 maggio 2015 in occasione dell'incontro di Segunda División perso 1-0 contro il Leganés. Il 1 luglio 2024 diventa ufficialmente un nuovo giocatore del Las Palmas, per poi esordire il 16 agosto successivo da subentrato nella prima partita di Liga contro il Siviglia.

## Statistiche

### Presenze e reti nei club
Statistiche aggiornate al 16 agosto 2024.
| Stagione             | Squadra              | Campionato           | Campionato | Campionato | Coppe nazionali | Coppe nazionali | Coppe nazionali | Coppe continentali | Coppe continentali | Coppe continentali | Altre coppe | Altre coppe | Altre coppe | Totale | Totale |
| Stagione             | Squadra              | Comp                 | Pres       | Reti       | Comp            | Pres            | Reti            | Comp               | Pres               | Reti               | Comp        | Pres        | Reti        | Pres   | Reti   |
| -------------------- | -------------------- | -------------------- | ---------- | ---------- | --------------- | --------------- | --------------- | ------------------ | ------------------ | ------------------ | ----------- | ----------- | ----------- | ------ | ------ |
| 2018-2019            | Real Oviedo B        | PF                   | 9          | 1          |                 | -               | -               |                    | -                  | -                  |             | -           | -           | 9      | 1      |
| 2019-2020            | Real Oviedo B        | PF                   | 12         | 2          |                 | -               | -               |                    | -                  | -                  |             | -           | -           | 12     | 2      |
| Totale Real Oviedo B | Totale Real Oviedo B | Totale Real Oviedo B | 21         | 3          |                 | -               | -               |                    | -                  | -                  |             | -           | -           | 21     | 3      |
| 2015-2016            | Real Oviedo          | SD                   | 3          | 0          | CR              | 0               | 0               |                    | -                  | -                  |             | -           | -           | 3      | 0      |
| 2016-2017            | Real Oviedo          | SD                   | 0          | 0          | CR              | 0               | 0               |                    | -                  | -                  |             | -           | -           | 0      | 0      |
| 2017-2018            | Real Oviedo          | SD                   | 7          | 0          | CR              | 0               | 0               |                    | -                  | -                  |             | -           | -           | 7      | 0      |
| 2018-2019            | Real Oviedo          | SD                   | 6          | 0          | CR              | 0               | 0               |                    | -                  | -                  |             | -           | -           | 6      | 0      |
| 2019-2020            | Real Oviedo          | SD                   | 2          | 0          | CR              | 0               | 0               |                    | -                  | -                  |             | -           | -           | 2      | 0      |
| 2020-2021            | Real Oviedo          | SD                   | 9          | 0          | CR              | 2               | 1               |                    | -                  | -                  |             | -           | -           | 11     | 1      |
| 2021-2022            | Real Oviedo          | SD                   | 38         | 2          | CR              | 0               | 0               |                    | -                  | -                  |             | -           | -           | 38     | 2      |
| 2022-2023            | Real Oviedo          | SD                   | 29         | 2          | CR              | 3               | 0               |                    | -                  | -                  |             | -           | -           | 32     | 2      |
| 2023-2024            | Real Oviedo          | SD                   | 45         | 0          | CR              | 1               | 0               |                    | -                  | -                  |             | -           | -           | 46     | 0      |
| Totale Real Oviedo   | Totale Real Oviedo   | Totale Real Oviedo   | 139        | 4          |                 | 6               | 1               |                    | -                  | -                  |             | -           | -           | 145    | 5      |
| 2024-2025            | Las Palmas           | PD                   | 27         | 0          | CR              | 0               | 0               |                    |                    |                    |             |             |             | 27     | 0      |
| Totale carriera      | Totale carriera      | Totale carriera      | 166        | 4          |                 | 6               | 1               |                    | -                  | -                  |             | -           | -           | 171    | 5      |